# 招玉芳
招玉芳（1955年11月—），广东湛江人。女，汉族。中华人民共和国政治人物。1971年8月参加工作，1975年7月加入中国共产党。中山大学经济学专业毕业，中共广东省委党校经济管理专业在职研究生学历。

## 生平
历任广东省外经贸委副处长、处长、副主任，省对外贸易经济合作厅副厅长，省口岸办主任，省国土资源厅厅长等职。2011年1月17日当选广东省人民政府副省长。2016年1月，被免去广东省人民政府副省长职务。
丈夫林存德，原中共广东省委组织部副部长，2014年9月29日因涉前广州市委书记万庆良案被纪检监察机关带走调查。